# Wolfgang Nordwig
Wolfgang Nordwig, född den 27 augusti 1943 i Siegmar, Sachsen, är en östtysk friidrottare inom stavhopp.
Nordwig fick efter skolan en utbildning i finmekanik. Han studerade i Dresden fysik och blev doktor. I stavhopp vann han vid europamästerskapen 1966, 1969 och 1971. Dessutom vann han vid inomhus-europamästerskapen 1968, 1969, 1971 och 1972. Nordwig fick en bronsmedalj vid OS 1968.
Han tog OS-guld i stavhopp vid friidrottstävlingarna 1972 i München. Därför utnämndes Nordwig i Östtyskland som årets idrottare. Mellan 1991 och 2003 var han ansvarig för ett resebolag i Berlin.